# Louis Ginsberg
Louis Ginsberg (1. října 1895 – 6. července 1976) byl americký básník. Jeho básně vycházely mj. v The Nation, The New Republic, The New York Times a The Masses. Svou první sbírku básní vydal v roce 1920 pod názvem The Attic of the Past and Other Lyrics. Následovaly knihy The Everlasting Minute and Other Lyrics (1937) a Morning in Spring and Other Poems (1970).
Se svou první manželkou Naomi měl dva syny, Eugena Brookse (1921–2001), který se později stal právníkem, a Allena, později básníka a jednoho z hlavních představitelů beat generation. V roce 1950, po rozvodu s první manželkou, se oženil podruhé. V roce 2001 vyšla knižně jeho korespondence s mladším synem pod názvem Family Business: Selected Letters Between a Father and Son.
Zemřel v Patersonu ve věku 80 let.